# Demofest
Demofest — це унікальний щорічний регіональний музичний фестиваль, що проводиться в фортеці Кастел в місті Баня-Лука. Він був заснований у 2008 році для того щоб надати можливість розвиватися незахищеним групам та сприяти відродженню рок-сцені. Один із найуспішніших фестивалів Європи. Включений до переліку проектів ЮНЕСКО, що мають особливе значення для розвитку культур в країнах Європи.
У 2016 році Demofest був номінований на найкращий фестиваль у Великій Британії в категорії «Кращий зарубіжний фестиваль».

## Концепція фестивалю
Мета фестивалю — дати можливість проявити себе невідомим музичним групам.
Кращі 32 виділені групи конкурують за цінні призи. Кожна група отримує можливість покращити якість своєї роботи та підвищити популярність серед цільової аудиторії. З метою залучення уваги широкої аудиторії та ЗМІ, на фестивалі проводяться семінари, виставки та виступи відомих музичних колективів. Фестиваль є безкоштовним, то покриває усі витрати учасників. [Архівовано 6 вересня 2017 у Wayback Machine.]

### Demofest I
Перший фестиваль пройшов 2008 року. Тривав з 19 по 26 липня. Було оголошено, що заявки на приймання участі подало 192 групи, відібрано для конкурсу 32. На концерті були присутні більш ніж 20 000 людей. Перше місце дісталося KillingJazzHardcoreBaby, група яка була створена в 2005 році у складі 8 людей. Друге місце належить Magma, а третє — Tripcycle.

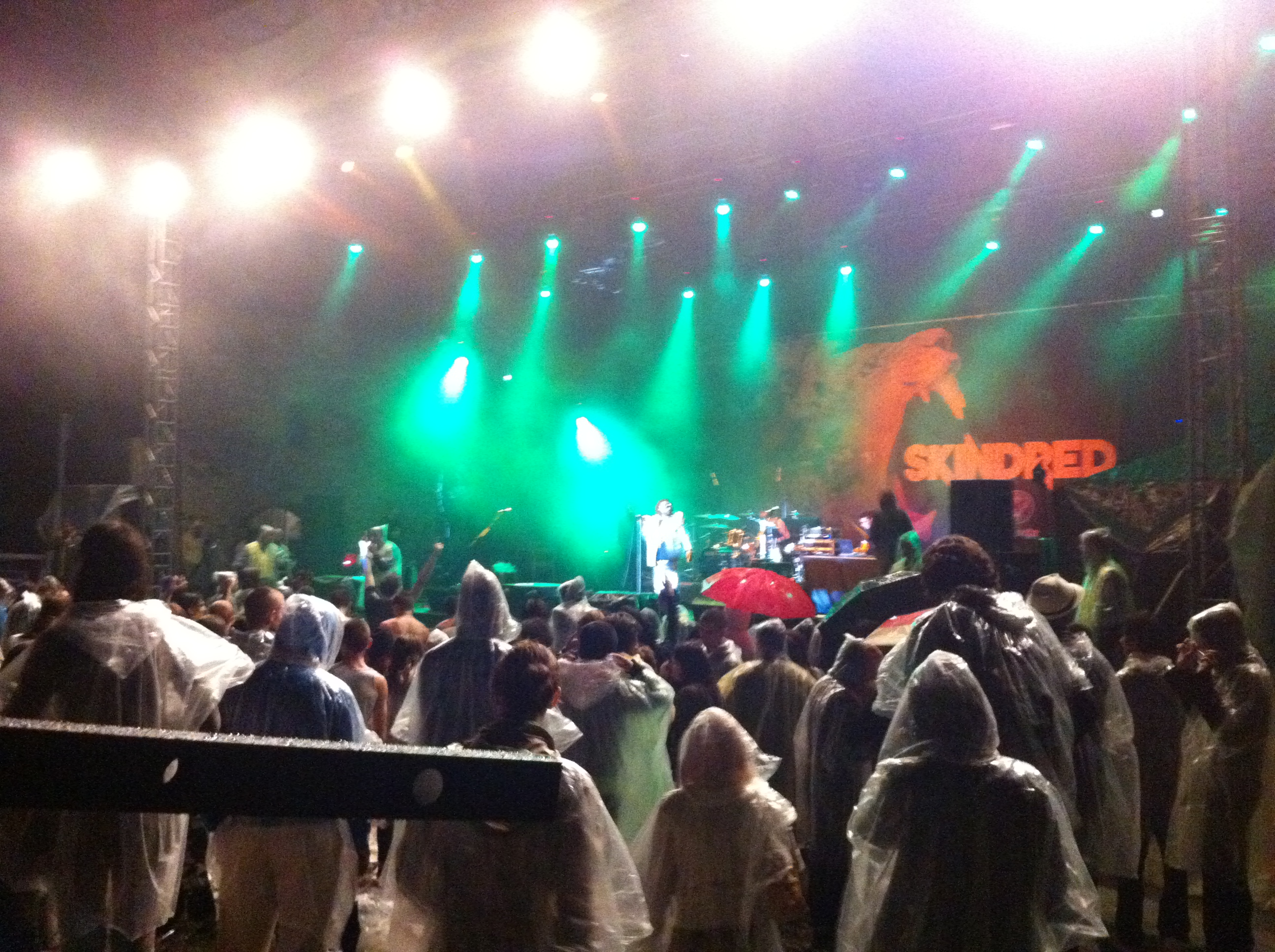
Demofest, 2011 рік

### Demofest II
Другий фестиваль відбувся в 2009 р. в період з 23 по 27 липня. Зареєстровано 370 заявок.
Перше місце дісталося Prophaganda, друге місце здобула група Discopath, а третє — ZAA та Tanker.

### Demofest III
Відбувся 2010 року, з 21 по 24 липня. Зареєстровано 438 заявок.
Перше місце дісталося Threesome, друге місце здобула Kuriri, а третє — Prežderani.

### Demofest IV
Відбувся 2011 року, з 27 по 29 липня. Зареєстровано 400 заявок.

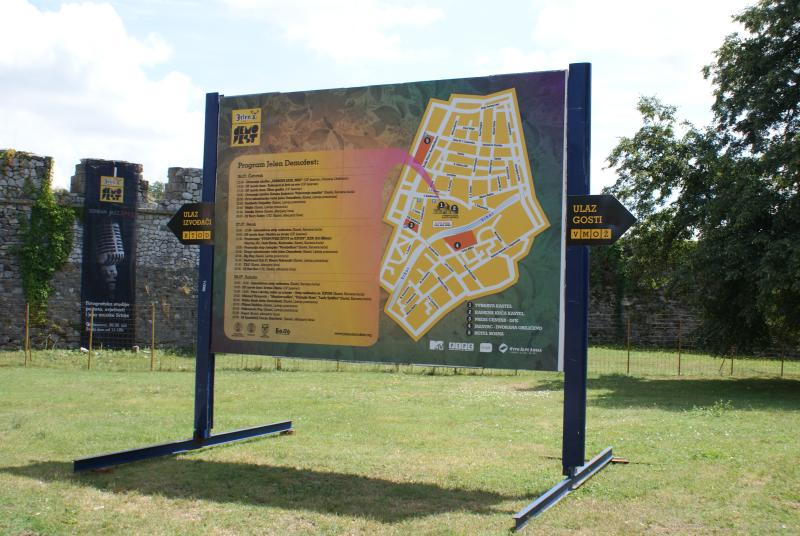
Карта Demofestу, 2012 рік

Перше місце дісталося Plišani mališan, друге місце посіла група Big Bug, а третє — Aesthetic Empathy.

### Demofest V
Відбувся 2012 року, з 26 по 28 липня.
Зареєстровано 395 заявок. Перше місце дісталося Neuro, група, друге місце зайняла Kraj programa, а третє — Dede Putra.

### Demofest VI
Відбувся 2013 року, з 18 по 20 липня, зареєстровано 428 заявок.
Перше місце дісталося M.O.R.T., на другому місці розмістився колектив Kontradikshn, а третє — Kontradikshn.

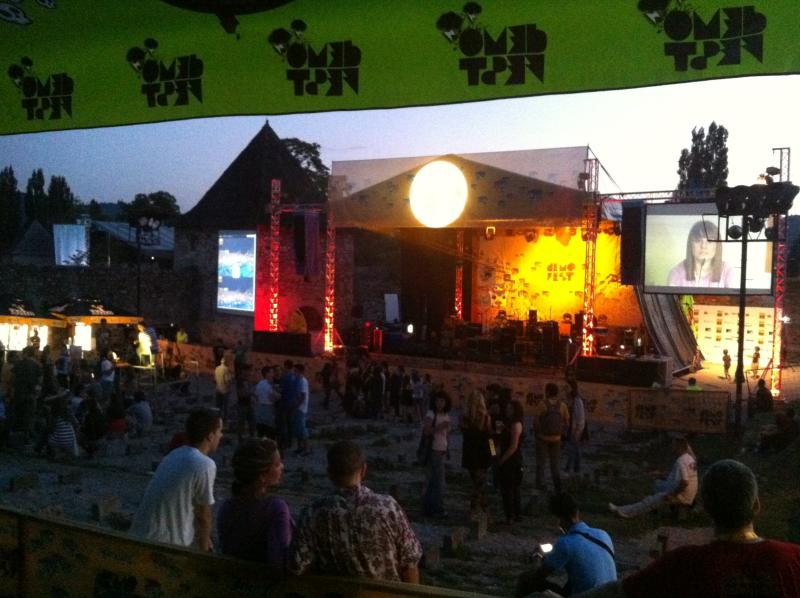
Demofest, 2012 рік

### Demofest VII
Відбувся 2014 року, з 17 по 19 липня, зареєстровано 457 заявок.
Перше місце дісталося колективу Hulahoop, друге місце належало Punkart, а третє — Low Peak Charlie.

### Demofest VIII
Відбувся 2015 року, з 16 по 18 липня, зареєстровано 461 заявка. Фестиваль одноразово перемістився в інше місце Кастелу, через реконструкцію літньої сцені.
Перше місце посіла група Nord, друге місце здобула Rezerve, а третє — S.K.A..

### Demofest IX
Відбувся 2016 року, з 21 по 23 липня, зареєстровано 467 заявок.
Перше місце вибороли Seine, друге місце посіла Degeneza, а третє — Letarg.

### Demofest X
Відбувся 2017 року, зареєстровано 471.
Перше місце дісталося Slonz, друге місце належить Tyger Lamb, а третє — Wolfram.